# Fontaine-au-Pire
Fontaine-au-Pire è un comune francese di 1 206 abitanti situato nel dipartimento del Nord nella regione dell'Alta Francia.

## Società

### Evoluzione demografica
Abitanti censiti